# Dictyochaeta curvispora
Dictyochaeta curvispora är en svampart som beskrevs av L. Cai, McKenzie & K.D. Hyde 2004. Dictyochaeta curvispora ingår i släktet Dictyochaeta och familjen Chaetosphaeriaceae.   Inga underarter finns listade i Catalogue of Life.